# Allium gubanovii
Allium gubanovii — вид рослин з родини амарилісових (Amaryllidaceae); ендемік південно-східного Сибіру.

## Опис
Цибулини по кілька сидять на короткому кореневищі, конічно-циліндричні, 8–9 мм завтовшки; зовнішні оболонки сірі. Стеблина 20–30 см заввишки, з голими листовими піхвами біля основи. Листків 2–3, лінійні, плоскі, завширшки 3–4 мм, на краях шорсткуваті, дуже дрібно-війчасті, коротші від стеблини. Зонтик напівкулястий, малоквітковий, густий. Квітконіжки між собою рівні й рівні оцвітині, біля основи з небагатьма приквітками. Листочки оцвітини рожеві, з більш яскравою серединною жилкою 5–6 мм завдовжки, подовжено-ланцетні, гоструваті. Стовпчик видається з оцвітини. 2n=32.

## Поширення
Ендемік південно-східного Сибіру.
Зростає у високогір'ях на кам'янистих вологих схилах.